# Вікнине (Богодухівський район)
Ві́книне — село в Золочівській громаді Богодухівського району Харківської області України. Населення становить 14 осіб.

## Географія
Село Вікнине знаходиться на правому березі Рогозянського водосховища, вище за течією на відстані 2 км розташоване село Довжик, нижче за течією за 2 км — село Рідний Край, на протилежному березі — село Маяк. До села примикає невеликий лісовий масив (дуб).

## Історія
- 1925 рік — дата заснування.
- 12 червня 2020 року, розпорядженням Кабінету Міністрів України № 725-р «Про визначення адміністративних центрів та затвердження територій територіальних громад Харківської області», увійшло до складу Золочівської селищної громади.[1]
- 19 липня 2020 року, в результаті адміністративно-територіальної реформи та ліквідації Золочівського району, село увійшло до складу Богодухівського району[2].